# Parachernes insularis
Espèce
Parachernes insularis est une espèce de pseudoscorpions de la famille des Chernetidae.

## Distribution
Cette espèce est endémique de Rendova aux Salomon.

## Publication originale
- Beier, 1935 : New Pseudoscorpionidea from the Solomon Islands. Annals and Magazine of Natural History, sér. 10, vol. 16, p. 637-641.